# 刘老庄镇
刘老庄镇，原为刘老庄乡，是中华人民共和国江苏省淮安市淮阴区下辖的一个乡镇级行政单位。2018年7月撤销刘老庄乡、古寨乡，设立刘老庄镇。以原刘老庄乡、古寨乡所辖区域为刘老庄镇行政区域，刘老庄镇人民政府驻刘皮村委会境内，办公地址为徐张路85号。区划代码改为320804117。刘老庄镇行政区域面积96.09平方公里，人口4.66万人，辖18个村委会。

## 行政区划
刘老庄镇下辖以下地区：
刘皮村、南营村、刘老庄村、郑河村、夹树村、姜庄村、红星村、杨庄村、双庄村、同心村和种猪场生活区。